# یواس‌اس تارپون (اس‌اس-۱۷۵)
یواس‌اس تارپون (اس‌اس-۱۷۵) (به انگلیسی: USS Tarpon (SS-175)) یک زیردریایی بود که طول آن ۲۸۷ فوت ۰ اینچ (۸۷٫۴۸ متر) بود. این زیردریایی در سال ۱۹۳۵ ساخته شد.